# ナンセン島 (ゼムリャフランツァヨシファ)
ナンセン島(ナンセンとう、ロシア語: Остров Нансена)は北極海の一部であるバレンツ海に位置するロシア連邦領ゼムリャフランツァヨシファの島である。

## 歴史
1895年春にイギリスの探検家、フレデリック・ジョージ・ジャクソンにより発見され、フリチョフ・ナンセンにちなんで名づけられた。